# Voldemar Väli
Voldemar Väli (Kuressaare, 10 gennaio 1903 – Stoccolma, 13 aprile 1997) è stato un lottatore estone.
Ha vinto due medaglie olimpiche nella lotta greco-romana; in particolare ha conquistato la medaglia d'oro alle Olimpiadi di Amsterdam 1928 nella categoria pesi piuma e la medaglia di bronzo alle Olimpiadi di Berlino 1936 nella categoria pesi leggeri.
Ha partecipato anche alle Olimpiadi 1924.
Nelle sue partecipazioni ai campionati europei di lotta ha ottenuto due medaglie d'oro (1926 e 1927) e due medaglie d'argento (1930 e 1931) in diverse categorie.